# Ryszard Legutko

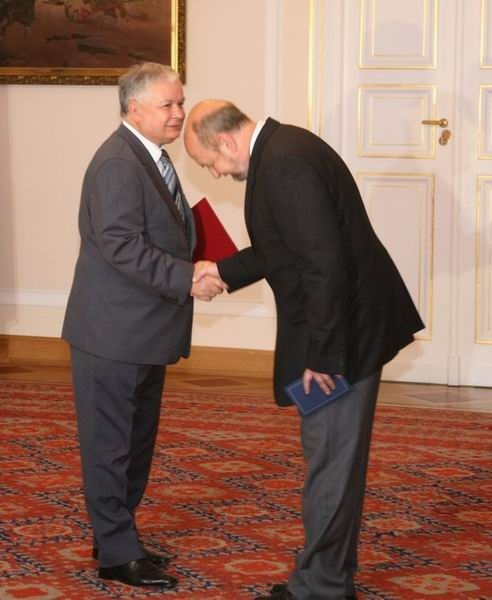
Prezident Lech Kaczyński jmenuje ministrem školství Ryszarda Legutka (13. srpna 2007)

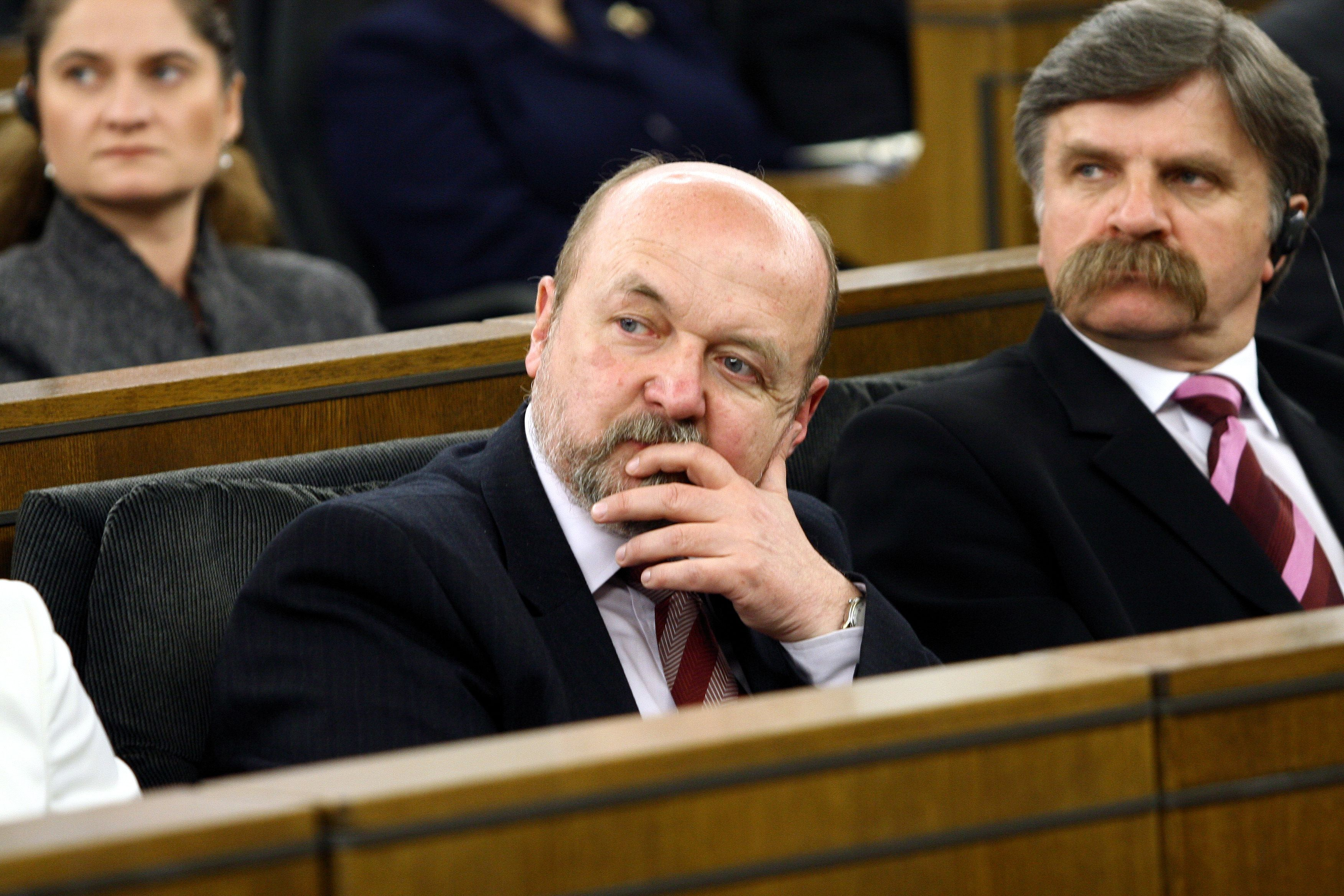
Richard Legutko a Krzysztof Putra během Shromáždění Poslanců a Senátorů u příležitosti výročí přijetí Ústavy 3. května v zasedací Síni Senátu (2. května 2007)

Ryszard Antoni Legutko (* 24. prosince 1949 v Krakově) je polský filozof a politik, profesor humanitních věd, publicista, autor knih se sociálně-politickou tematikou, překladatel, znalec a komentátor filosofického díla Platónova.
V letech 2005 až 2007 zastával funkci senátora a místopředsedy-mluvčího Senátu v jeho VI. funkčním období, v roce 2007 byl krátce ministrem národního vzdělávání, v letech 2007-2009 byl státním sekretářem Úřadu prezidenta Polské republiky, od roku 2009 je poslancem evropského parlamentu. 

## Životopis

### Vědecká a společenská činnost
Roku 1973 absolvoval studia anglické filologie a následně i v roce 1976 filozofie na Jagelonské univerzitě. V roce 1991 získal postgraduální titul doktora věd (název disertační práce: Kritika demokracie v politické filozofii Platónově), v roce 1998 získal titul profesora humanitních věd. V roce 2003 nastoupil do úřadu řádného profesora.
Vyučuje a působí na Jagelonské univerzitě. Specializuje se na politickou filozofii a sociologii, antickou filozofii a dějiny filozofie. Zastává post člena Collegium Invisible.
V osmdesátých letech v Krakově redigoval podzemní časopis "Arka". Až do října 2005 působil jako prezident Společnosti vzdělávací a vědecké při Centru politického myšlení, jehož byl v roce 1992 spoluzakladatelem. Publikoval mj. "Rzeczpospolitě", "Życie", "Wprost", "Nowe Państwo", "Naszem dzienniku" a v anglickém  "Critical Review".

### Politická činnost
V parlamentních volbách v roce 2005 za Právo a spravedlnost získal v krakovském okresu mandát senátora VI. volebního období. Stál v čele rusko-izraelské parlamentní skupiny, byl členem Komise pro lidská práva a vládu práva. Do 4. listopadu 2007 vykonával také funkci vicemaršálka Senátu.
Od 13. srpna 2007 do 16. listopadu 2007 zastával funkci ministra národního školství ve vládě Jaroslava Kaczyńského.
V parlamentních volbách v roce 2007 kandidoval opět (tentokrát neúspěšně) do Senátu. Od 4. prosince roku 2007 až do 16. dubna 2009 byl sekretářem kanceláře  v Kanceláři Prezidenta Lecha Kaczyńského.
Ve volbách do Evropského Parlamentu v roce 2009 ucházel z prvního místa v dolnoslezsko-opolské  části Práva a spravedlnosti, s tím, že dosáhl mandátu europoslance. V evropském parlamentu vstoupil do frakční skupiny Evropských Konzervativců a Reformistů. Byl vedoucím delegace "PiS", a je také členem výboru pro zahraniční záležitosti.
V roce 2012 okresní soud v Krakově v civilním procesu přiznal, že Ryszard Legutko narušil dobrou pověst dvou studentů jedné z wroclawských vysokých škol, kteří uspořádali debatu o existenci křížů ve třídách, s tím, že je označil za „rozvolněné usmrkance“, s tím, že mu uložil omluvu prostřednictvím tisku a k zaplacení částky ve výši 5 tisíc zlotých na společenské účely. Zpráva soudu byla podložena programem precenčních práv zakotvených v Helsinské fundaci práv člověka z roku 1989.
Kandidoval jako zástupce Pis ve volbách do Evropského Parlamentu v roce 2014, kdy obhájil svůj mandát do 8. volebního období a mandát se mu podařilo obhájit i o pět let později v roce 2019. V červnu téhož roku se stal spolupředsedou frakce Evropských konzervativců a reformistů v Evropském parlamentu.

## České postoje k Legutkovi
Roku 2017 reagoval na jeho knihu The Demon in the Democracy ředitel Občanského institutu Roman Joch, který označil toto dílo za "nejradikálnější kritiku liberální demokracie od žijícího autora". S Legutkem je Joch spřízněn tím, že oba jsou pokládáni za "konzervativní liberály" (tj. konzervativní v otázkách etiky a liberální v politice a ekonomice). Na druhou stranu však nepřijímá jeho teze o liberalismu jako pomyslné zkáze moderní civilizace, protože je na jím uváděných příkladech jasně vidět, že příliš zaměňuje klasickou liberální demokracii s její současnou podobou, která je navíc odštěpkem levicových myšlenek a přerůstá v ideologické pokrokářství, které chce "kontrolovat soukromí státní mocí a na základě ideologie a utopického projektu transformovat společenské instituce".

## Výběr z díla

### Překlad a komentáře naPlatonovydialogy
- Faidón (1995)
- Euthyfron (1998)
- Obrana Sokrata (2003)

### Knižní publikace
- Bez hněvu a zaujatosti (1989; Cena PEN Klubu)
- Platónova kritika demokracie (1990)
- Nemám rád toleranci: náčrtky a eseje (1993)
- Spory o kapitalismus (1994)
- Etika absolutní a otevřené společnosti (1994; Národní cena Andrzeje Kyjovského)
- Nepřesný "Prometheus" (1995) – sbírka fejetonů
- A kdo tu je 'ciemniakiem' (1996) – sbírka fejetonů
- Tolerance. Rozprava o drsné společnosti, přirozeném právu, lásce a svědomí (1997; Cena Ministra Národního Vzdělávání)
- Časy velké imitace (1998) – sbírka fejetónů
- Škodliví démoni (1999) – sbírka fejetónů
- O časech rafinovaných a jasných pravdách (1999) – sbírka esejů
- Society as a Department Store: Critical Reflections on the Liberal State (2002)
- Ráj obnoven (2005) – sbírka esejů
- Umíráček pro šaška (2006) – sbírka esejů
- Traktát o svobodě (2007)
- Esej o polské duši (2008, 2012)
- Ošklivost demokracie a jiné eseje (Ošklivost demokracie a jiné eseje, 2009)
- Triumf obyčejného člověka (2012; vydání jazyk. např.: The Demon in pro democracy: Totalitarian Temptations in Free Societies, 2016)
- Antykaczyzm (2013)
- Sokrates (2013; Literární cena Jozefa Mackijeviče)
- Polsko, Poláci a suverenita (2014)